# Cheryl Tunt
Cheryl "Carol" Gimble-Tunt è uno dei personaggi principali della serie animata statunitense Archer. Per la maggior parte della serie è la segretaria e assistente personale di Malory Archer, nell'agenzia di spionaggio ISIS (International Secret Intelligence Service). Il personaggio di Cheryl è stato creato da Adam Reed. La doppiatrice originale è Judy Greer, quella italiana Emanuela Damasio, mentre nelle parti cantate di Archer Vice viene doppiata da Jessy Lynn Martens in entrambe le versioni.
Per la sua interpretazione, nel 2012, Judy Greer ha ricevuto una candidatura agli Annie Award come miglior voce in una produzione televisiva d'animazione.

## Il personaggio
Cheryl è una giovane ragazza dagli occhi azzurri e i capelli castani, raccolti in uno chignon.
La ragazza, inizialmente introdotta come una segretaria appiccicosa ed emotivamente fragile, si scoprirà in seguito essere la discendente della ricca famiglia Tunt e possedere un enorme patrimonio. All'inizio della serie viene chiamata "Carol" dai suoi collaboratori (l'essere chiamata Carol diventa poi una delle più durature gag della serie), in quanto, sprezzanti del suo comportamento un po' morboso e negligente, tendono spesso a prenderla in giro. Col progredire della serie, il personaggio abbandona i suoi tratti lugubri e abbraccia una personalità più sadica, folle e maniacale. Cheryl è spesso sessualmente eccitata dall'asfissia erotica e gode annusando e bevendo mastice e colla. Possiede inoltre un atteggiamento svampito, che spesso interferisce con la sua etica del lavoro. Cheryl ha come animale domestico un ocelot di nome Babou (come l'ocelot di Salvador Dalí), da lei odiato e per il quale invece Archer ha una grande predilezione, e trascorre quasi tutte le sue giornate a combinare guai con la sua migliore amica Pam.

## Biografia e personalità
Cheryl Tunt (inizialmente con il cognome Gimble) viene introdotta nel primo episodio di Archer, Caccia alla talpa, come la segretaria personale di Malory. Dopo la fine della brusca relazione con Sterling Archer, Cheryl tenta di manipolare Cyril Figgis per convincerlo a tradire con lei la compagna Lana, per la quale Cheryl prova un forte disdegno. Cyril soccombe così ai desideri sessuali di Cheryl, dopo essere diventato sospettoso anche di alcune interazioni tra la sua ragazza e Archer. Preoccupato dall'essere scoperto da Lana, Cyril tenterà più volte di prendere le distanze da Cheryl, nonostante la forte opposizione oppressiva di lei: infatti la ragazza, dopo aver avuto il primo rapporto sessuale con lui, inizia a minacciarlo di rivelare il tutto a Lana. Cheryl spiega a Pam Poovey che la sua vera intenzione era di attirare le attenzioni di Archer e di farlo divenire geloso di Cyril. Dopo che Lana scopre Cyril a tradirla con Framboise, la fidanzata di Barry, anche Cheryl decide di confessarle tutto, inimicandosela ancora di più.
Come erede della ricchezza della famiglia Tunt, divenuta ricca per aver fondato una compagnia pioniere nel settore ferroviario, Cheryl viene spesso sottoposta a numerose minacce e rapimenti. Come conseguenza della morte dei suoi genitori, lei e suo fratello Cecil, ereditano una cifra stimata di un miliardo di dollari in fondi fiduciari, egualmente divisa tra di loro. In un episodio Cecil convincerà l'ISIS a partecipare a una missione, in modo da estorcere ai suoi membri una confessione per dimostrare l'insanità mentale di Cheryl e avere accesso alla sua metà di eredità, dopo aver speso tutta la sua parte.
(Judy Greer)
Cheryl viene inizialmente presentata come una donna emotivamente fragile che cerca di attirare le attenzioni di Archer. Col progredire della serie, il personaggio abbandona le sue caratteristiche da persona depressa e adotta una personalità maniacale e mentalmente instabile. "È stato divertente vedere il suo cambiamento" ha affermato Judy Greer e ha continuato "E penso che Adam Reed e io ci divertiamo a registrare insieme. Sono immensamente grata che ciò sia così folle e capovolto sottosopra, e quanto questo personaggio sia pazzo. È così divertente". La sua instabilità l'ha portata a essere ricoverata varie volte negli ospedali psichiatrici. Lei inoltre prova eccitazione per l'asfissia erotica e obbliga i suoi vari fidanzati a praticarla su di lei. La critica ha descritto Cheryl come "inetta", "insana", "sniffatrice di colla" e "testa vuota".. Per gran parte della prima stagione, Cheryl crea per se stessa vari alias per farsi accettare dai suoi colleghi; questi soprannomi includono Cristal, in omaggio all'omonimo vino, e Cariña che secondo lei meglio cattura il suo sensuale essere donna.
Dopo la bancarotta dell'ISIS nella quinta stagione e dopo che i suoi colleghi hanno trasformato la sua gigantesca casa nella base per il loro spaccio di droga, Cheryl si rende conto che il suo sogno è quello di diventare una famosissima cantante country, conosciuta con il nome d'arte di Cherlene. La ragazza non è però in grado di esibirsi in pubblico e realizza il suo sogno, solo dopo che il dottor Krieger le impianta un chip per il controllo mentale. In questa stagione, inoltre, il dittatore di San Marcos, prima di venire deposto, essendo il suo più grande fan, dopo aver comprato un milione di copie del suo album, decide di farla sua moglie e di nominarla first lady, anche se solo per un breve periodo. Le canzoni di Cherlene vengono cantate da Jessy Lynn Martens e sono prodotte tra gli altri da Kevn Kinney del gruppo hard rock Drivin N Cryin. Il network ha inoltre pubblicato un album di dodici tracce dal nome "Cherlene" con le canzoni country della serie, inclusa la cover di genere country della canzone di Kenny Loggins, Danger Zone.
Nella sesta stagione, dopo la riabilitazione dell'ISIS come agenzia contraente della CIA, Cheryl torna a lavorare come segretaria; mentre nella settima stagione, dopo una nuova chiusura dell'ISIS, Cheryl diventa un membro dell'agenzia Figgis. Nell'ottava e nona stagione, ambientate in due realtà alternative create dalla mente di Archer in coma, Cheryl si chiama Charlotte Vandertunt: nell'ottava la donna è una ricca ereditiera di un immenso impero dell'editoria che vuole simulare la sua morte; nella nona, invece, dove è coniugata Stratton, trascorre tutte le sue giornate al bar di Malory, dopo essere stata scoperta, dal marito, a letto con Archer. In Archer 1999 Cheryl/Carol è la miglior pilota di caccia spaziali della galassia, tuttavia, dato che le sue enormi capacità le permettono di vincere sempre, è ormai annoiata dal suo lavoro e ha perso la voglia di vivere.

## Sviluppo

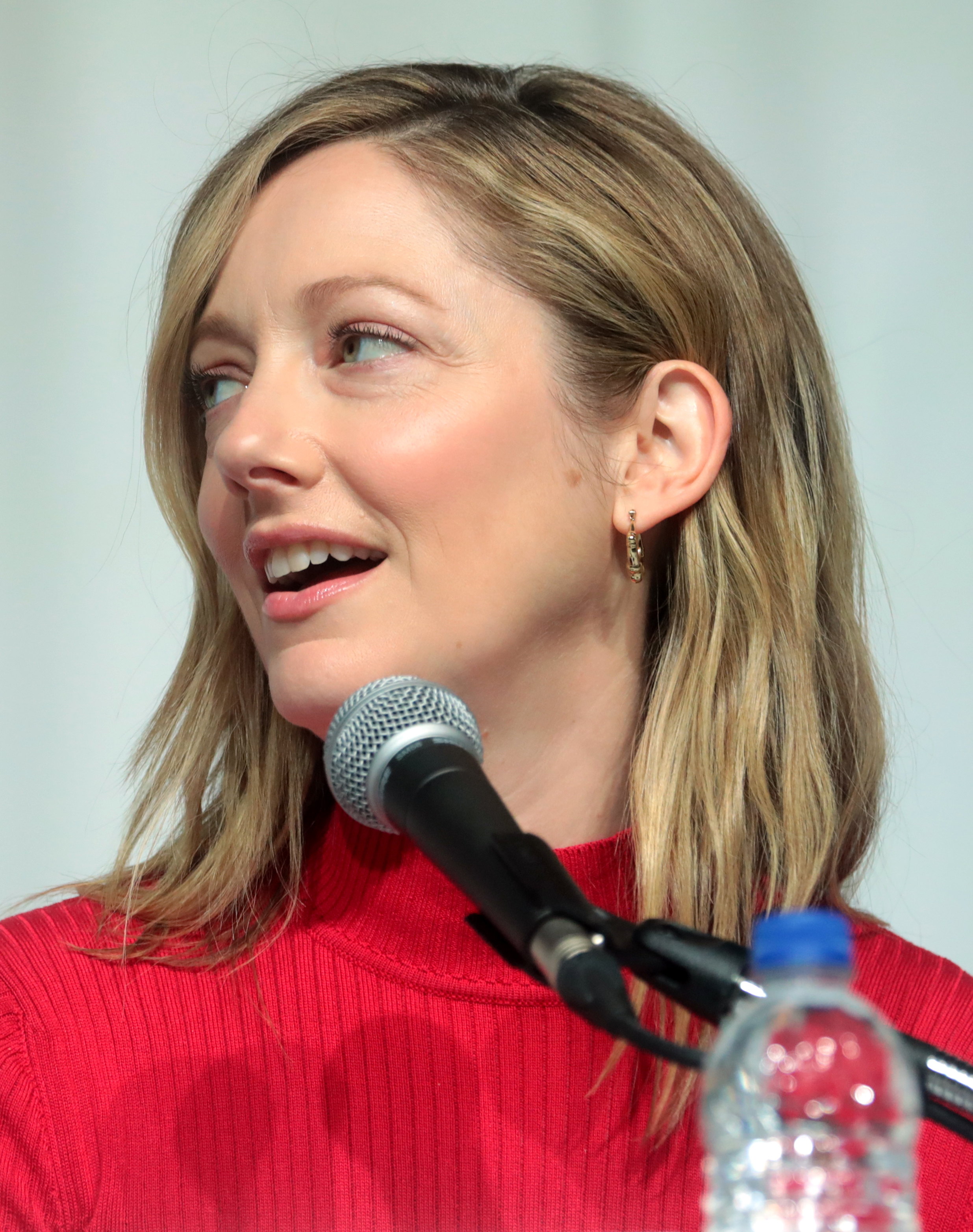
La doppiatrice di Cheryl, Judy Greer.

I produttori hanno assunto l'attrice Judy Greer per doppiare il personaggio di Cheryl Tunt. Greer, nonostante avesse fatto vari provini per alcune pubblicità, non era una doppiatrice di serie animate di primo piano. Mentre si trovava a Los Angeles, Greer incontrò la direttrice dei casting Linda Lamontagne, attirando l'interesse dei produttori di Archer che decisero di scritturarla per la serie. Judy Greer ha raccontato l'incontro: "(Linda) era implacabile con loro e diceva "Usate lei, usate lei!". Ho così provato vari ruoli e finalmente mi hanno scritturato".
A Judy è arrivata la notizia dell'essere stata scelta come voce del personaggio mentre stava registrando un film indipendente. "Stavo provando a entrare nel personaggio" ha spiegato la Greer "e ho ricevuto una chiamata che diceva che si stava girando un episodio pilota per FX e che potevo registrare la mia parte in dieci minuti, durante il mio giorno libero". L'attrice ha poi studiato la sua parte e registrato i suoi dialoghi in uno studio di registrazione a Phoenix. A prima vista, per la donna, lo script dell'episodio per la sua natura troppo spinta e volgare sarebbe stato rifiutato da qualsiasi televisione. "Così, quando ho scoperto che era stato approvato, ero tipo: Oh! Aspetta, io non so di cosa stiate parlando. Allora ho registrato un mucchio di dialoghi, e gli script erano i copioni più divertenti che io abbia mai letto, e così folli".
Precedentemente al casting di Judy Greer, Cheryl era stata pensata per essere un personaggio secondario in Archer, che diventava un personaggio di maggior spessore solo quando la situazione lo richiedeva. Reed ha spiegato: "Una gag ricorrente sarebbe stata quella in cui Archer, ogni volta che teneva occupata la segretaria di Malory, gli altri li avrebbero addormentati e abbandonati in giro, senza documenti e senza la memoria di ricordarsi ciò che era successo. Quando Judy ha accettato il ruolo, Cheryl è diventato un personaggio molto più importante".

## Accoglienza
I critici televisivi hanno lodato lo sviluppo del personaggio, così come l'interpretazione di Judy Greer. Alan Sepinwall di HitFix ha dichiarato che Cheryl era il suo personaggio preferito della serie. Nella sua recensione sull'episodio Il rapimento, Todd VanDerWerff di The A.V. Club ha ritenuto che la voce di Greer era "il momento clou della puntata" e ha affermato che la doppiatrice ha efficacemente ritratto le caratteristiche instabili di Cheryl e la sua pazzia da ragazzina viziata. Allo stesso modo, Ian MacDonald di TV Overmind ha affermato che gli autori "hanno trovato un ottimo modo per espandere la biografia del dipendente più emotivamente instabile dell'ISIS", Cheryl, la cui follia è stata aumentata a un livello quasi estremo e, come MacDonald ha dichiarato, "sembra quasi tutto giustificato nella sua incapacità. È un'ereditiera miliardaria che possiede un ocelot e beve colla [...]. Lo humor insano dei ricchi folli non è di solito abbastanza divertente, e se qualcuno può tirare qualcosa fuori anche da ciò, questi sono Adam Reed e Judy Greer". Accanto ai colleghi, membri del cast di Archer, Jessica Walter e H. Jon Benjamin, Judy Greer ha ricevuto una candidatura agli Annie Award nella categoria di miglior voce in una produzione televisiva d'animazione: il premio è stato poi assegnato a Jeff Bennett per il suo lavoro nella serie televisiva Nickelodeon I pinguini di Madagascar.